# Lycosa illicita
Lycosa illicita este o specie de păianjeni din genul Lycosa, familia Lycosidae, descrisă de Gertsch, 1934. Conform Catalogue of Life specia Lycosa illicita nu are subspecii cunoscute.